# Elchanan Cajtlin

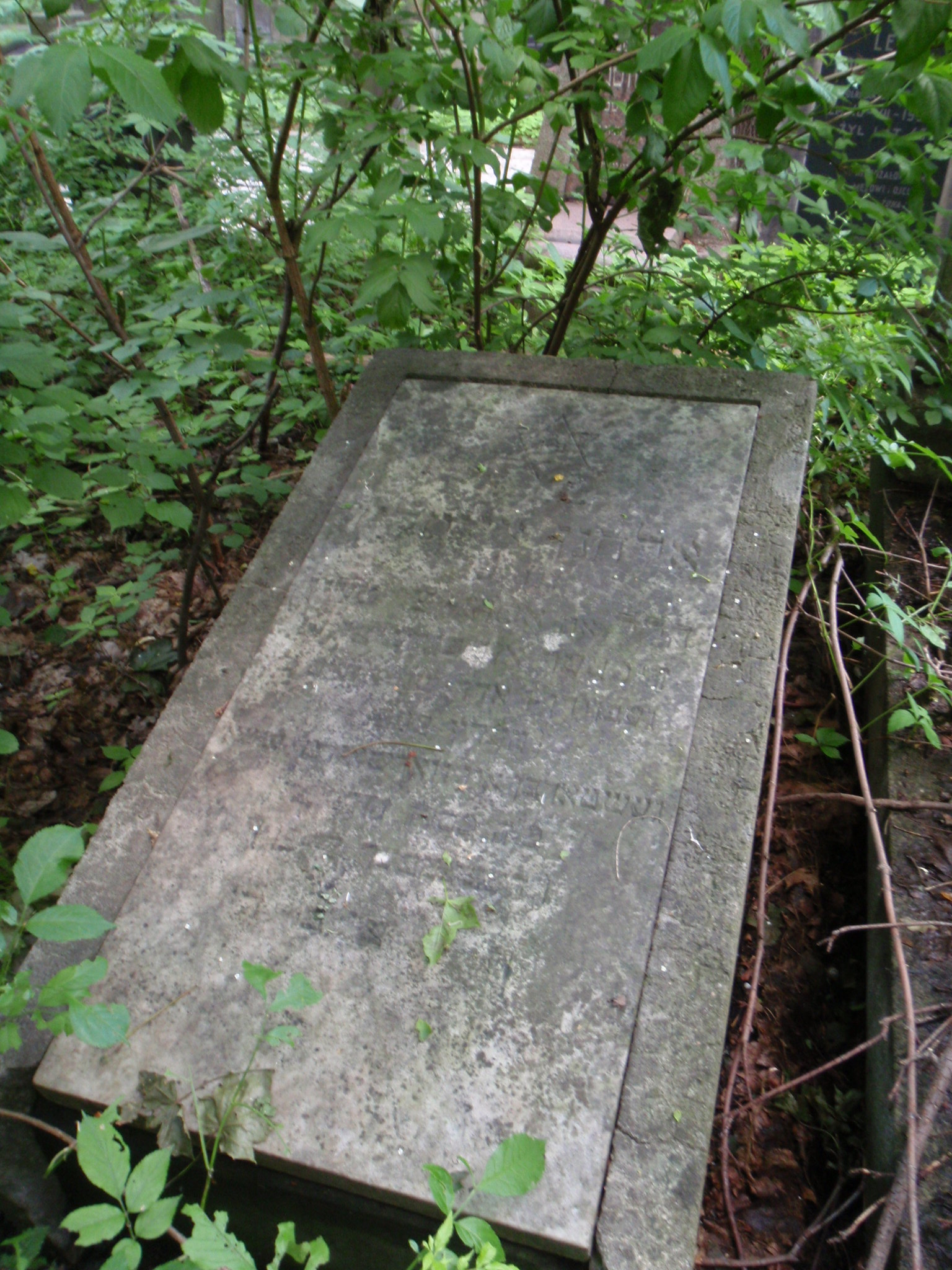
Grób Elchanana Cajtlina na cmentarzu żydowskim w Warszawie

Elchanan Cajtlin (jid. אלחנן צײַטלין; ur. 15 marca 1902 w Rohaczewie koło Homla, zm. 15 grudnia 1941 w Warszawie) – polski dziennikarz i poeta żydowskiego pochodzenia, także działacz polityczny i społeczny, początkowo związany z ruchem fołkistowskim, a później syjonistycznym. Jako pisarz tworzył w języku jidysz.

## Życiorys
Był młodszym synem Hilela Cajtlina (1872–1942), bratem Arona Cajtlina (1898–1973).
Początkowo uczył się w warszawskim gimnazjum rosyjskim, później w gimnazjum polsko-rosyjskim. Uczęszczał tam do 1920, kiedy to na rok wyjechał z bratem do Palestyny. Po powrocie do Polski podjął studia medyczne na Uniwersytecie Warszawskim, których jednak nie ukończył. Początkowo był związany z fołkistami, współtworzył organizacje młodzieżowe i akademickie tego ruchu, był także sekretarzem generalnym partii w Warszawie i liderem frakcji narodowo-socjalistycznej.
Wkrótce potem jednak przyłączył się do ruchu syjonistycznego. Był sekretarzem generalnym warszawskiego oddziału Towarzystwa Ochrony Zdrowia Ludności Żydowskiej w Polsce i sekretarzem Związku Literatów i Dziennikarzy Żydowskich w Warszawie. Publikował w takich tytułach, jak: „Dos Fołk”, „Di Tribune”, „Ilustrirte Woch”, „Der Jud” i „Ha-Tor” (czasopismo wydawane w Jerozolimie). Przez pewien czas był redaktorem kroniki warszawskiej w „Der Moment”. Był czołowym publicystą i krytykiem teatralnym w „Unzer Express” i „Express”.
Po wybuchu II wojny światowej uciekł do Lwowa. Po krótkim czasie wrócił jednak do Warszawy i trafił do getta. Tam organizował życie kulturalne i społeczne, m.in. działał w Żydowskiej Samopomocy Społecznej oraz pracował w Joincie. Zmarł na tyfus pod koniec 1941. Jest pochowany na cmentarzu żydowskim przy ulicy Okopowej (kwatera 31, rząd 3).

## Książki
- Dos cijonisze Erec Jisroel in licht fun perzenłeche beobachtungen (jid. Syjonistyczna Ziemia Izraela w świetle osobistych obserwacji, 1922),
- A bichełe lider (tomik wierszy, 1931),
- In a literarariszer sztub (t. 1 1937, t. 2 wydany pośmiertnie przez brata Aarona w Buenos Aires w 1947),
- Buch un bine (jid. Książka i scena, 1939)